# Novohrîhorivka, Mala Vîska
Novohrîhorivka (în ucraineană Новогригорівка) este localitatea de reședință a comunei Novohrîhorivka din raionul Mala Vîska, regiunea Kirovohrad, Ucraina.

## Demografie
Componența lingvistică a localității Novohrîhorivka
     Ucraineană (95,37%)
     Rusă (3,47%)
     Alte limbi (1,15%)
Conform recensământului din 2001, majoritatea populației localității Novohrîhorivka era vorbitoare de ucraineană (95,37%), existând în minoritate și vorbitori de rusă (3,47%).